# آرای هاکوسکی
آرای هاکوسکی (به ژاپنی: 新井 白石 Arai Hakuseki)؛ ۲۴ مارس ۱۶۵۷ –۲۹ ژوئن، ۱۷۲۵) یک محقق کنفسیوس‌گرا، نویسنده و سیاستمدار اهل ژاپن در دوره ادو بود. وی مشاور ششمین شوگون توکوگاوا ایه‌نوبو بود و به وی اندرز می‌داد.
== بررسی اجمالی
آرایی هاکوسکی یک محقق کنفوسیوسی از اواسط دوره ادو بود که به ششمین شوگون توکوگاوا، توکوگاوا ایه‌نوبو، خدمت می‌کرد. او رهبر بالفعل دولت شوگون‌سالاری بود و به همراه پیشکارش مانابه آکیفوسا، نقش فعالی به عنوان یک سیاستمدار در اجرای حکومت شوتوکو ایفا کرد. او با داشتن دانش علمی که دانشمندان عادی کنفوسیوسی نمی‌توانستند با آن برابری کنند و با اعتقاد راسخ به پایبندی به آرمان‌هایش، شوگون‌سالاری را به عنوان «قدرت شماره دو» رهبری کرد؛ کسی که برای اجرای سیاست‌های آرمانی، در برابر شوگون سر تعظیم فرود نمی‌آورد.
آرای هاکوسکی در دهم فوریه، یک روز پس از آتش‌سوزی بزرگ می‌رکی در سال ۱۶۵۷، در پناهگاه تخلیه‌ای که خانه‌اش در آن سوخته بود، متولد شد.
افسانه‌ای وجود دارد که نبوغ آرای هاکوسکی را اثبات می‌کند: او از سنین پایین استعداد خارق‌العاده‌ای از خود نشان داد، در سه سالگی دقیقاً کتاب‌های کنفوسیوسی را که پدرش می‌خواند، رونویسی می‌کرد و در ۱۶ سالگی «اوکیناموندو» اثر ناکائه توجو را خواند. از سوی دیگر، او خلق و خوی تندی داشت و وقتی عصبانی می‌شد، چین و چروک‌هایی شبیه به نماد آتش بین ابروهایش ظاهر می‌شد، به همین دلیل تسوچیا توشینائو، ارباب کازوسا کوروری (شهر کیمیتسو امروزی، استان چیبا)، جایی که پدرش خدمت می‌کرد، او را دوست داشت و به او لقب «فرزند آتش» داده بود.
پس از مرگ تسوچیا توشینائو، تسوچیا نائوکی به عنوان ارباب قلمرو جانشین او شد، اما او شروع به رفتارهای جنون‌آمیز کرد و پدر، آرای ماساناری دست به اعتصاب زد و گفت: «نیازی به خدمت به چنین اربابی نیست» و از خانواده تسوچیا بیرون رانده شد. این حادثه باعث شد خانواده آرایی به فقر دچار شوند و آنها به سختی می‌توانستند از پس مخارج زندگی برآیند، اما با وجود این مشکلات، او به تنهایی به مطالعه کنفوسیوس و تاریخ ادامه داد.
از سال ۱۶۸۳، او به مشاور ارشد، هوتا ماساتوشی، خدمت کرد، اما خاندان هوتا پس از آنکه هوتا ماساتوشی توسط عضو جوان شورا، اینابا ماسایاسو، با ضربات چاقو به قتل رسید، رو به زوال گذاشت. وقتی آرای هاکوسکی از مشکلات مالی خانواده هوتا مطلع شد، بازنشسته شد و به یک سامورایی تبدیل شد.
او بعدها به عنوان شاگرد کینوشیتا جونان، فلسفه جو شی را مطالعه کرد و به توصیه کینوشیتا جونان، به عنوان محقق شخصی کنفوسیوس توکوگاوا تسوناتویو، ارباب قلمرو کوفو، منصوب شد که بعدها ششمین شوگون، توکوگاوا ایه‌نوبو، شد. آرای هاکوسکی تحت نظر توکوگاوا تسوناتویو، که دانشمندی بزرگ بود، به مدت ۱۲۹۹ روز سخنرانی کرد.
در سال ۱۷۰۵، توکوگاوا تسوناتویو نام خود را به توکوگاوا اینوبو تغییر داد و ششمین شوگون توکوگاوا شد. وقتی توکوگاوا اینوبو به مقام شوگون رسید، پیشکاران خود، ماتسودایرا تروسادا و ماتسودایرا تاداچیکا، را برکنار کرد و آرای هاکوسکی را به عنوان «معلم خصوصی» به قلعه ادو (بخش چیودای امروزی، توکیو) فراخواند تا برای لرد سخنرانی‌های آکادمیک ارائه دهد. آرای هاکوسکی، به همراه پیشکارش مانابه آکیفوسا، به عنوان مشاور شماره دو توکوگاوا اینوبو ظاهر شدند.
آرای هاکوسکی، به عنوان یک سیاستمدار، معتقد بود که «سیاست برای مردم وجود دارد و نباید تحت تأثیر شرایط شخصی قرار گیرد» و حکومت نظامی را رد می‌کرد و سیاست مبتنی بر اخلاق کنفوسیوسی را ترجیح می‌داد. با این حال، آرای هاکوسکی ذاتاً شخصیتی پرشور دارد. اگرچه این یک حکومت مدنی بود، اما مواقعی وجود داشت که شوگون با اعتقادات خودش به پیش رانده می‌شد، تا جایی که به گوشه‌ای رانده می‌شد.
نمونه بارز این امر، اخراج اوگیوارا شیگه‌هیده، که اصلاحات ارزی را در دوران سلطنت توکوگاوا تسونایوشی انجام داد، از شوگون‌سالاری بود.
به منظور بازگرداندن وضعیت مالی شوگون‌سالاری که به دلیل ولخرجی‌های بی‌حد و حصر شوگون و شوگون‌سالاری دچار مشکل شده بود، اوگیوارا شیگه‌هیده سکه‌های «کیچو کوبان» در گردش را جمع‌آوری کرد، میزان طلای آنها را کاهش داد و تعداد سکه‌های کوبان را افزایش داد. اگرچه این امر تورم را به همراه داشت و اقتصاد را بهبود بخشید، اما منجر به افزایش شدید قیمت‌ها نیز شد و زندگی را برای مردم عادی دشوار کرد. علاوه بر این، اوگیوارا شیگه‌هیده رشوه‌های هنگفتی از بازرگانان دولتی دریافت می‌کرد و جیب‌های خود را پر می‌کرد. وقتی آرای هاکوسکی از این موضوع باخبر شد، خشمگین شد و اوگیوارا شیگه‌هیده را به زور از مقامش در شوگون‌سالاری برکنار کرد.
برخلاف اوگیوارا شیگه‌هیده، او سکه‌های کوبان را دوباره ضرب کرد و کیفیت آنها را به حالت اولیه‌شان بازگرداند و «طلا و نقره شوتوکو» را به گردش انداخت. با این حال، از آنجا که اصلاحات خیلی ناگهانی بودند، ارزش پول بیش از حد افزایش یافت و منجر به کاهش قیمت‌ها شد و به ویژه قیمت برنج کاهش یافت و در نتیجه سامورایی‌ها فقیر شدند.
او علاوه بر ضرب مجدد سکه و احیای امور مالی، تجارت با ناگازاکی را نیز کاهش داد، رفتار با فرستادگان کره‌ای را ساده‌تر کرد، قوانین مختلف مربوط به طبقه سامورایی را اصلاح کرد و مراسم و مناسک را بهبود بخشید. این آرای هاکوسکی بود که «فرمان معروف توکوگاوا تسونایوشی برای ابراز شفقت به موجودات زنده» را لغو کرد.
آرای هاکوسکی، که دانش فراوان و اعتقادات راسخ داشت و سیاست‌های آرمان‌گرایانه‌ای را رهبری می‌کرد، اغلب مورد تنفر اطرافیانش بود. اگرچه دوران سلطنت او کوتاه بود، اما «سلطنت شوتوکو» نامیده شد و توکوگاوا اینوبو هنوز هم مورد ستایش قرار می‌گیرد، شاید به خاطر آرایی هاکوسکی که به جای شوگون، با نظارت دقیق حکومت می‌کرد.
در سال ۱۷۱۲ (سال دوم دوره شوتوکو)، توکوگاوا ایه‌نوبو کمتر از چهار سال پس از رسیدن به مقام شوگون درگذشت و جانشین او، هفتمین شوگون، توکوگاوا ایه‌تسوگو، نیز در جوانی درگذشت.
توکوگاوا یوشیمونه، که هشتمین شوگون شد، تمام «ملازمان نزدیک» شوگون قبلی از جمله آرایی هاکوسکی را برکنار کرد.
علاوه بر این، توکوگاوا یوشیمونه، پذیرش آرای هاکوسکی از فرستادگان کره‌ای و قوانین مختلف بوکه شوهاتو را لغو کرد و اسناد و کتاب‌های سیاسی او را از بین برد. این پایان دوره شوتوکو پس از حدود هفت سال بود.
آرایی هاکوسکی پس از بازنشستگی، خود را وقف شعر و نویسندگی کرد. او کتاب‌های متعددی از خود به جا گذاشته است که حتی با وجود تغییر زمانه، همچنان از او سخن می‌گویند، از جمله زندگینامه‌اش با عنوان «اوریتاکو شیبانوکی» که در آن مادربزرگ و پدرش، خدمتش به توکوگاوا تسوناتویو و دوران شوتوکو که تسوناتویو پس از تبدیل شدن به ششمین شوگون، توکوگاوا ایه‌نوبو، انجام داد، شرح داده شده است. «ازو-شی»، که او دربارهٔ آینو نوشت؛ «نانتو-شی»، اولین کتابی که از حروف «اوکیناوا» استفاده کرد، فرهنگ لغت ژاپنی «توگا»، «سایران-ایگن»، که او دربارهٔ جغرافیای جهان نوشت؛ و سییو کیبون "Seiyo-kibun" که بر اساس گفتگو با مبلغ ایتالیایی جووانی باتیستا سیدوتی است.
آرایی هاکوسکی، که تأثیر زیادی بر اندیشه‌های دوره ادو داشت، در سن ۶۹ سالگی در سال ۱۷۲۵ (دهمین سال از دوران کیوهو) درگذشت. قبر او در حال حاضر در معبد کوتوکو-جی در ناکانو-کو، توکیو توکیو قرار دارد.